# Kii (schiereiland)

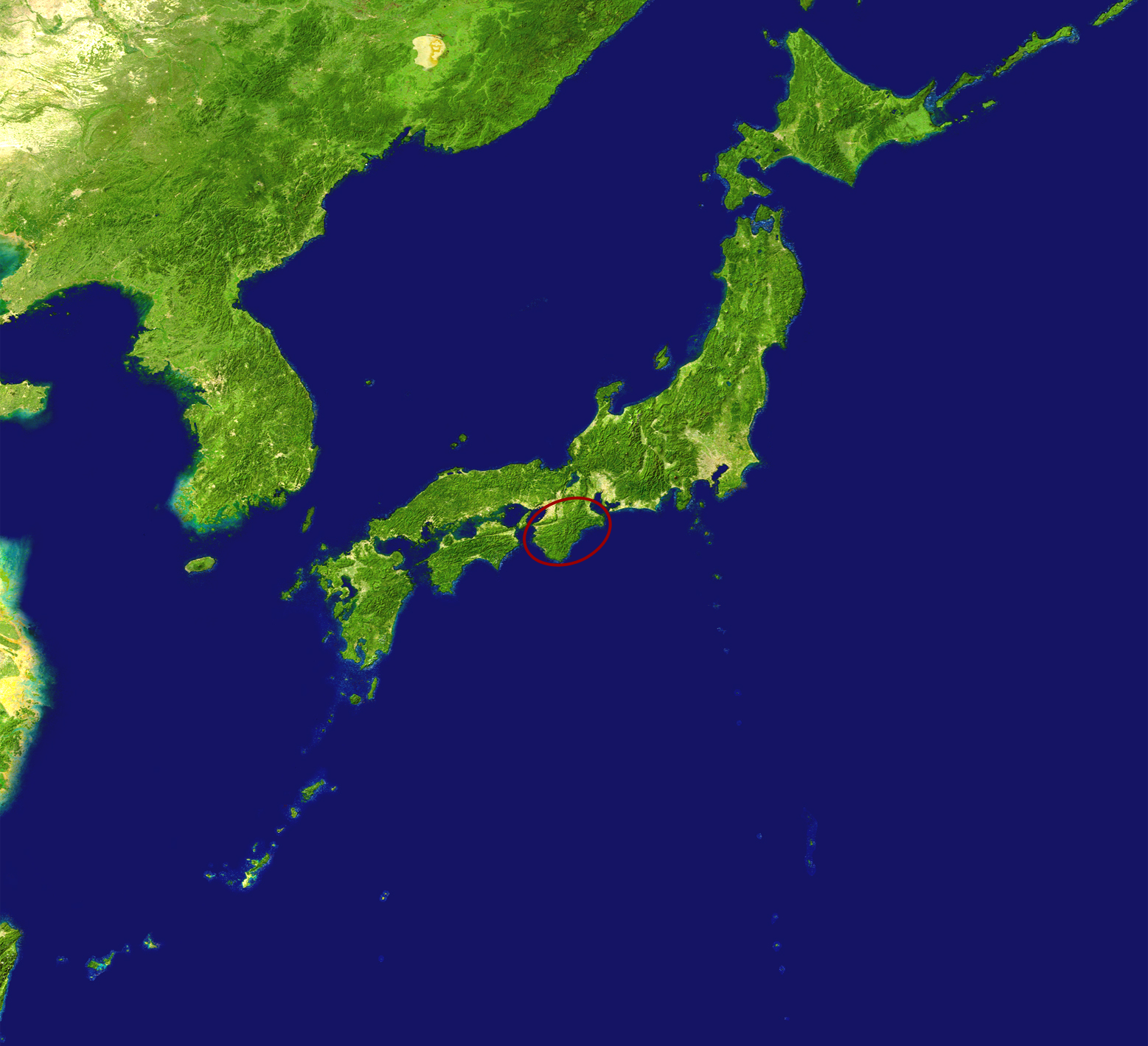
Satellietbeeld van Japan. Het schiereiland Kii is aangegeven met een rode cirkel.

Het schiereiland Kii (紀伊半島, Kii-hantō) is het grootste schiereiland van het eiland Honshu in Japan. Het merendeel van het schiereiland wordt ingenomen door de  prefectuur Wakayama. Ten noordwesten van Wakayama ligt de  prefectuur Osaka. Het zuidelijk deel van deze prefectuur ligt op het schiereiland. Verder behoren de  prefectuur Nara en in het oosten de  prefectuur Mie tot het schiereiland.
De Japanse Binnenzee bevindt zich ten westen van het schiereiland Kii. In het zuiden ligt de Stille Oceaan.
Bekende plaatsen op het schiereiland Kii zijn:
- Nara, de voormalige hoofdstad
- Koya-san, het hoofdkwartier van het Shingon-boeddhisme
- Wakayama, hoofdplaats van het Huis van Kii (of Kishu) van de Tokugawa familie
- Matsusaka, centrum van de rundvleesproductie
- Ise, de plaats waar het bekende Ise-schrijn gelegen is. Het schrijn van Ise wordt beschouwd als het belangrijkste shinto-heiligdom van Japan. Ise is tevens bekend als centrum van de parelproductie
- Iga, stad die beroemd is voor zijn ninja’s
- De regio Kumano, waar zich de Kumano-schrijnen en de waterval Nachi bevinden

In 2004, erkende UNESCO de drie heilige plaatsen (Yoshino en Omine, Kumano Sanzan, Koyasan) en de pelgrimsroute in het Kii-gebergte als Werelderfgoed.

## Transport
De Nanki-Shirahama Airport in Shirahama bedient het zuidelijke deel van het schiereiland.